# Tricolia pulloides
Tricolia pulloides is een slakkensoort uit de familie van de Phasianellidae. De wetenschappelijke naam van de soort is voor het eerst geldig gepubliceerd in 1865 door Carpenter.